# 陈占元 (1916年)
陈占元（1916年8月—2000年10月2日），男，辽宁西丰人，中华人民共和国政治人物，曾任黑龙江省政协副主席，第八届全国人大代表。